# Ritardo globale dello sviluppo
Ritardo globale dello sviluppo è un termine-ombrello adottato quando i bambini manifestano un significativo ritardo nel loro sviluppo cognitivo e fisico. Può essere diagnosticato quando un bambino presenta un ritardo in una o più pietre miliari del suo sviluppo, a livello di capacità motorie, linguaggio, abilità cognitive e sviluppo sociale ed emotivo. Di solito c'è una condizione specifica che causa questo ritardo, come la sindrome dell'X fragile o altre anomalie cromosomiche. Tuttavia, a volte è difficile identificare la patologia sottostante.
Altri termini associati a questa condizione sono incapacità di crescita (che si concentra sul mancato aumento di peso e sul mancato sviluppo fisico), disabilità intellettiva (che si concentra sui deficit intellettivi e sui cambiamenti che provocano allo sviluppo) e disabilità dello sviluppo (che può riferirsi sia a disabilità fisica che alterazioni dello sviluppo).

## Eziologia
Il ritardo dello sviluppo può essere causato da difficoltà di apprendimento, nel qual caso il ritardo può solitamente essere superato con il tempo e con il sostegno di fisioterapisti, terapisti occupazionali e logopedisti. Altre cause che possono causare un ritardo permanente nello sviluppo includono malattie genetiche come la sindrome di Down e dell'X fragile, infezioni infantili come la meningite o l'encefalite e disturbi metabolici come l'ipotiroidismo. È più probabile che i disturbi metabolici causino uno sviluppo ritardato nei bambini più grandi poiché molti problemi metabolici congeniti che sono facilmente gestibili vengono rilevati nel periodo neonatale. L'uso di sostanze tossiche in gravidanza, in particolare alcol, può portare a ritardi nello sviluppo se influenzano lo sviluppo neurologico del feto, come nella sindrome alcolica fetale. Anche se esistono molte cause note di ritardo, alcuni bambini non ricevono mai una diagnosi.

## Diagnosi
Il ritardo dello sviluppo viene solitamente notato inizialmente dai genitori o persone con competenze sanitarie, e deve quindi essere valutato per accertare quali pietre miliari mancano nella crescita del bambino. Il bambino può manifestare un ritardo solo in un'area dello sviluppo, come la motricità grossolana o fine, o in più di una. Lo screening dello sviluppo può essere eseguito da un professionista sanitario qualificato, che interagirà con il bambino per vedere come parla, come si muove e come risponde. Se l'operatore indica un ritardo, il bambino dovrebbe quindi essere esaminato per una valutazione dello sviluppo, eseguita da un professionista altamente qualificato come uno psicologo dello sviluppo o un pediatra o un neuropsichiatra infantile.
Dopo un'anamnesi e un esame approfonditi, inclusa la valutazione dello sviluppo, è possibile diagnosticare 1/3 dei casi. Se la diagnosi non è chiara o se necessita di conferma, è possibile eseguire ulteriori test:
- Microarray cromosomico e cariotipo per cercare trisomie, microdelezioni e duplicazioni: è il test diagnostico più sensibile disponibile e viene utilizzato in prima linea in tutti i casi, ma può non rilevare traslocazioni bilanciate e mosaicismo di basso livello;
- sono disponibili test genetici specifici per alcuni disturbi come la sindrome di Rett, sebbene si tratti di test costosi che non sono disponibili in modo diffuso;
- indagini metaboliche selettive possono essere utili in assenza di altre cause identificabili e gli esami specifici effettuati dipenderanno dal quadro clinico. Gli errori congeniti del metabolismo che causano disordini metabolici sono rari e ci sono opzioni di trattamento limitate anche se vengono diagnosticati con successo;
- la risonanza magnetica cerebrale mirata può essere presa in considerazione di secondo acchito in pazienti selezionati ed è più probabile che contribuisca a una diagnosi se il bambino ha segni fisici anormali come microcefalia, macrocefalia, segni neurologici focali o epilessia.

Lo screening neonatale viene utilizzato in alcuni Paesi (test di Guthrie) e può diagnosticare alcuni errori congeniti del metabolismo prima che causino problemi di sviluppo significativi, con l'obiettivo di gestirli in modo che non si verifichino danni permanenti:
- deficit di acil-CoA deidrogenasi a catena media;
- omocistinuria;
- ipotiroidismo congenito;
- acidemia isovalerica;
- aciduria glutarica di tipo 1;
- malattia delle urine a sciroppo d'acero.

Alcuni Paesi offrono uno screening neonatale più ampio, che comprende alcuni altri disturbi organici legati ad amminoacidi o al ciclo dell'urea.

## Terapia
La gestione specifica dei bambini con ritardo dello sviluppo globale dipende dalle loro esigenze individuali e dalla diagnosi sottostante. L'intervento precoce è essenziale per sostenere il bambino a raggiungere il suo pieno potenziale. Gli specialisti coinvolti nella gestione del disturbo nei bambini comprendono logopedisti, fisioterapisti, terapista occupazionale, specialisti dell'udito, pediatri dello sviluppo, neurologi, fornitori di servizi di intervento precoce.
Oltre a coinvolgere i professionisti, i genitori possono supportare lo sviluppo del loro bambino giocando con lei/lui, leggendo con lei/lui, mostrandogli come svolgere dei compiti e aiutandolo/a a partecipare alle attività della vita quotidiana come lavarsi, vestirsi e mangiare.